# Robeilys Peinado
Robeilys Mariley Peinado Méndez, född 26 november 1997 i Caracas, är en venezuelansk stavhoppare.

## Karriär
Peinado hade en mycket framgångsrik juniorkarriär. Som sextonåring tog hon guld i ungdomsvärldsmästerskapen i friidrott 2013 i Donetsk då hon hoppade 4,20. Tre år senare blev det ett silver i Juniorvärldsmästerskapen i friidrott 2016.
Peinados första stora merit på seniornivå kom som tjugoåring då hon tog en delad bronsmedalj i världsmästerskapen i friidrott 2017 efter ett hopp på 4,65 vilket då var venezuelanskt rekord. Två år senare deltog hon även i världsmästerskapen i friidrott 2019 i Doha och blev där sjua i finaltävlingen och höjde återigen nationsrekordet. Denna gång till 4,70.
Den 19 februari 2020 satte hon ett nytt personbästa med 4,78 m, i Liévin i Frankrike.
Peinado har också vunnit de sydamerikanska mästerskapen i grenen två gånger, 2017 och 2019. Inför olympiska sommarspelen 2024 har hon bara gjort en tävling, då hon hoppade 4,55 m i Caracas.